# Manaurie
Manaurie (okzitanisch Manàuria) ist ein Ort und eine ehemalige südwestfranzösische Gemeinde mit 146 Einwohnern (Stand 1. Januar 2022) in der alten Kulturlandschaft des Périgord im Département Dordogne der Region Nouvelle-Aquitaine.
Der Erlass vom 17. Oktober 2018 legte mit Wirkung zum 1. Januar 2019 die Eingliederung von Manaurie als Commune déléguée zusammen mit den früheren Gemeinden Les Eyzies-de-Tayac-Sireuil und Saint-Cirq zur Commune nouvelle Les Eyzies fest.
Der Name in der okzitanischen Sprache lautet Manàuria und hat seinen Ursprung im germanischen Namen „Manaud“.
Die Einwohner werden Manauriens und Manauriennes genannt.

## Geographie
Der Ort Manaurie liegt im Périgord Noir in einem vom gleichnamigen Flüsschen Manaurie durchflossenen Seitental der Vézère in einer Höhe von ca. 80 m ü. d. M. und ca. 20 km nordwestlich von Sarlat-la-Canéda. Zum Ort gehören auch mehrere Einzelgehöfte.
Umgeben wird Manaurie von fünf Nachbargemeinden und delegierten Gemeinden:
| Savignac-de-Miremont          | Fleurac                                     | Tursac                                         |
|                               | Kompassrose, die auf Nachbargemeinden zeigt |                                                |
| Saint-Cirq (Commune déléguée) |                                             | Les Eyzies-de-Tayac-Sireuil (Commune déléguée) |

## Geschichte
Obwohl die Kirche dem 12. Jahrhundert zuzurechnen ist, stammt die erste urkundliche Erwähnung des Ortsnamens Manauria erst vom Ende des 14. Jahrhunderts. Die Errichtung des ländlichen Herrensitzes Manoir de Roucaudou fällt ins 15. und 16. Jahrhundert.

## Bevölkerungsentwicklung
Nach Beginn der Aufzeichnungen stieg die Einwohnerzahl in der Mitte des 19. Jahrhunderts auf einen Höchststand von 450. In der Folgezeit führten die Reblauskrise im Weinbau und der Verlust von Arbeitsplätzen durch die Mechanisierung der Landwirtschaft zu einem kontinuierlichen Bevölkerungsrückgang, die die Zahl der Einwohner bei kurzen Erholungsphasen bis zu den 1990er Jahren auf rund 140 Einwohner sinken ließ. Mit der Jahrtausendwende setzte eine Phase moderatem Wachstums ein, das in jüngster Zeit wieder einen negativen Trend aufweist.
| Jahr      | 1962 | 1968 | 1975 | 1982 | 1990 | 1999 | 2006 | 2011 | 2022 |
| --------- | ---- | ---- | ---- | ---- | ---- | ---- | ---- | ---- | ---- |
| Einwohner | 174  | 163  | 151  | 159  | 141  | 142  | 158  | 153  | 146  |

## Sehenswürdigkeiten

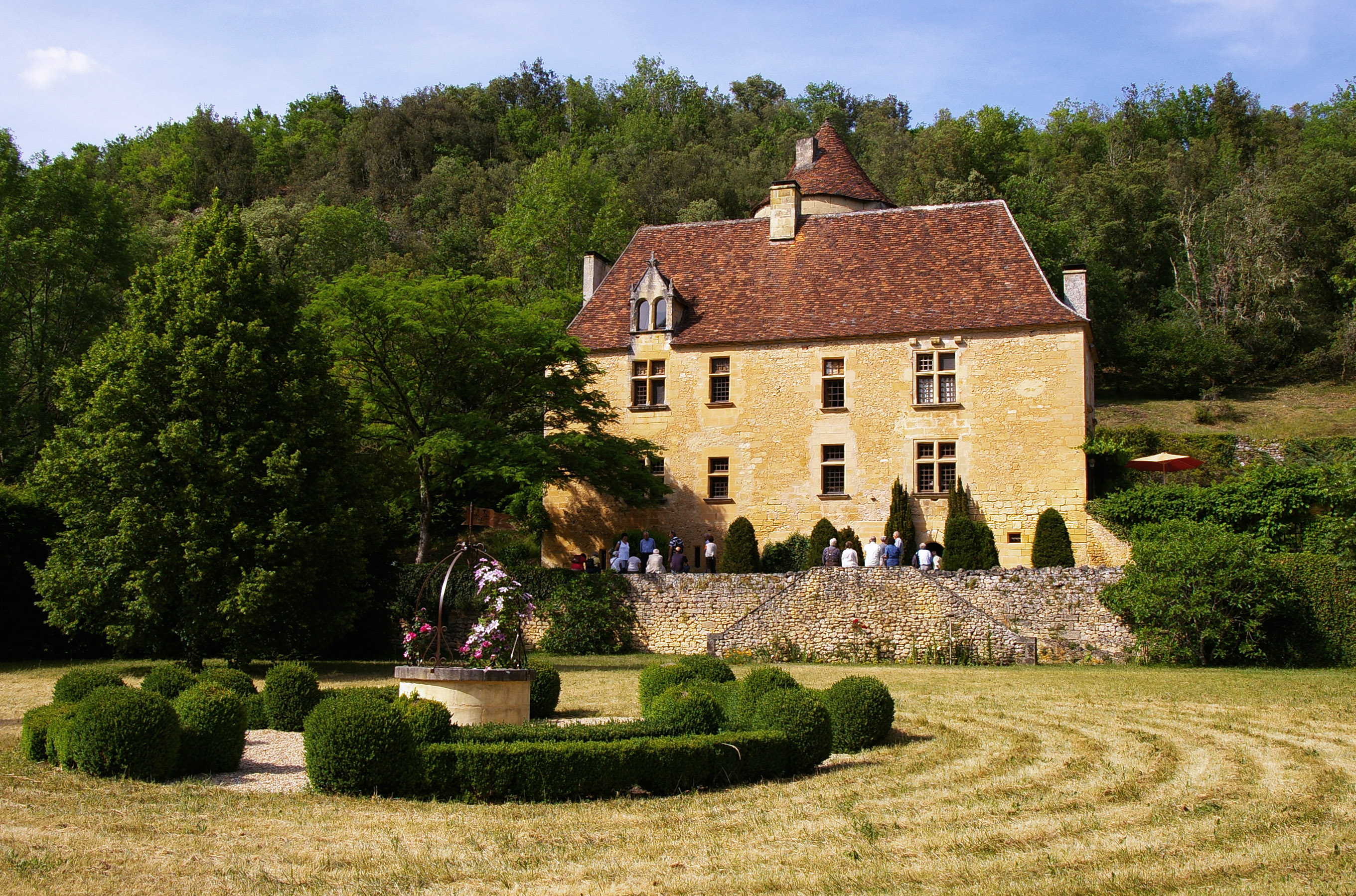
Manoir de Roucaudou

- Die einschiffige romanische Pfarrkirche Saint-Pierre-ès-Liens mit ihrem Glockengiebel stammt aus dem 12. Jahrhundert, doch wurde sie nach dem Ende des Hundertjährigen Krieges (1337–1453) in einfachen gotischen Formen überarbeitet; sie erhielt größere Fenster, ein neues Westportal und einen großen Kapellenanbau auf der Südseite. Die kleine Apsis hat einen flachen Schluss.
- Das außerhalb des Ortes stehende Renaissanceschlösschen (Manoir de Roucaudou) hat einen runden Treppenturm auf der Nordseite und einen nach Süden orientierten Wohntrakt (corps de logis) mit Kreuzstockfenstern. Ein älterer Turm (donjon) befindet sich in unmittelbarer Nähe. Der Baukomplex wurde im Jahr 1974 als Monument historique[6] anerkannt und wird heute als Landhotel genutzt.
- Nahe der Grenze zur Nachbargemeinde Les Eyzies-de-Tayac-Sireuil finden sich mehrere Felsüberhänge (abris), unter denen wahrscheinlich schon prähistorische Menschen Schutz suchten; in späterer Zeit wurden hier Häuser errichtet.

## Wirtschaft
Bis in die heutige Zeit spielt die Landwirtschaft die größte Rolle im Wirtschaftsleben der Gemeinde. Der hier betriebene Weinbau ist jedoch nach der Reblauskrise gänzlich aufgegeben worden. Tabak und Mais sind ebenfalls auf dem Rückzug – stattdessen dominieren Wälder, Felder und Weiden, aber auch Walnuss-, Esskastanien- und Obstbäume das Gebiet. Auch Gänseleberpastete und Trüffel zählen zu den regionalen Spezialitäten. Einige leerstehende Häuser werden als Ferienwohnungen (gîtes) vermietet.